# Linea Mizuma
La linea Mizuma (水間線?, Mizuma-sen) è una linea ferroviaria urbana a binario semplice a servizio della città di Kaizuka, nella prefettura di Osaka in Giappone. La linea è l'unica gestita dalla società Ferrovia Mizuma che gestisce anche una rete di autobus.

## Servizi e stazioni
Tutti i treni fermano in tutte le stazioni della linea, e possono incrociarsi alla stazione di Nagoshi.

### Stazioni

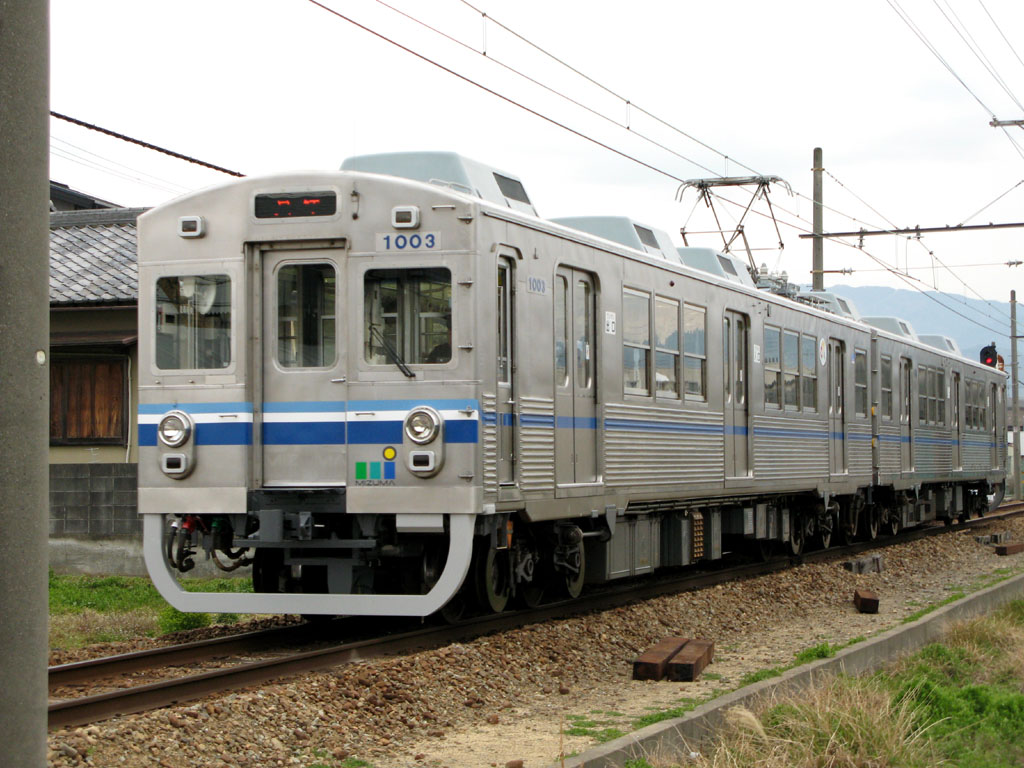
Un convoglio della serie 1000

| Stazione               | Giapponese   | Distanza interst. | Distanza totale | Collegamenti            | Binari |
| ---------------------- | ------------ | ----------------- | --------------- | ----------------------- | ------ |
| Kaizuka                | 貝塚         | -                 | 0.0             | Linea principale Nankai | ∨      |
| Kaizuka Shiyakusho-mae | 貝塚市役所前 | 0.8               | 0.8             |                         | ｜     |
| Koginosato             | 近義の里     | 0.4               | 1.2             |                         | ｜     |
| Ishizai                | 石才         | 0.8               | 2.0             |                         | ｜     |
| Sechigo                | 清児         | 0.8               | 2.8             |                         | ｜     |
| Nagoshi                | 名越         | 0.4               | 3.2             |                         | ◇      |
| Mori                   | 森           | 1.1               | 4.3             |                         | ｜     |
| Mitsumatsu             | 三ツ松       | 0.4               | 4.7             |                         | ｜     |
| Mikayamaguchi          | 三ヶ山口     | 0.4               | 5.1             |                         | ｜     |
| Mizuma Kannon          | 水間観音     | 0.4               | 5.5             |                         | ∧      |